# 미쓰쿄역
미쓰쿄역(일본어: 三ツ境駅)은 일본 가나가와현 요코하마시 세야구에 위치한 사가미 철도 본선의 역이다. 역 번호는 SO12이다.
사가미오노 대지 상에 있는 표고는 76m로 사가미 철도 역에서 가장 높다.

## 역 구조
상대식 승강장 2면 2선의 교상역이다. 역사는 기타구치 역 빌딩 "미쓰쿄 라이프"와 일체화되어 있고 선로 상에 보행자 데크도 설치되어 있다.
1960년대 초반에는 요코하마에서 당역에 서는 열차가 설정되어 현재 하행선의 연선에 있는 주차장에서 미쓰쿄 접골원 앞까지 인상선이 있었다.
2007년도부터 2008년도까지 배리어 프리화 공사를 하여 대합실과 상하 승강장을 연결하는 엘리베이터와 대합실과 2번 승강장을 연결하는 에스컬레이터가 각각 설치되었다. 또, 각 승강장에는 유니버설 디자인의 일환으로서 다기능 화장실이 설치되었다. 그리고, 2011년도까지 풍력 발전기, 태양광 발전 패널, 미스트 냉각 장치의 설치와 벽면 녹화, 안내 사인의 갱신, 역사의 리뉴얼, 내진 보강 등의 개량 공사도 실시되었다.
2015년에는 행선지 안내 표시 장치가 설치되어 2016년에는 대합실이 설치되었다.

### 승강장
| 번호 | 노선 | 방향 | 행선                        |
| ---- | ---- | ---- | --------------------------- |
| 1    | 본선 | 하행 | 야마토・에비나 방면         |
| 2    | 본선 | 상행 | 후타마타가와・요코하마 방면 |

## 역 주변
본 역은 세야 구의 중심역이지만, 북쪽의 노쿄 도로(버스 터미널 북쪽)에서 북쪽과 남쪽 출입구의 미쓰쿄바시를 건너면 동쪽은 아사히 구다.
역은 가타비라 강의 지류인 후타마타 강이 흐르는 계곡에 위치하고 주위를 구릉 지대에 둘러싸고 있다. 강은 승강장 밑에서는 암거 구조로 하고 있다.
역 북쪽에 가나가와 현도 40호 요코하마아쓰기 선(아쓰기 길)이 다니고 있다. 역 주변은 상점가가 있고 주위의 고지대에는 주택가가 확산되어 있다.
남쪽 출입구의 버스 로터리에서 4개의 도로가 뻗어 가장 동쪽의 도로는 "훈련교대로"라 불렸다. 그 당시, 가나가와 종합 고등 직업 훈련학교에 가는 길임에 따른 것이지만 그 이후 그 학교는 독립행정법인
고령・장해・구직자 고용 지원 기구 관동 직업 능력 개발 촉진 센터로 명칭이 변경되었다.또한, 도로는 가나가와 현립 기보가오카 고등학교로 향하는 거리에서 "고등학교 거리"라 하였다.

### 북쪽
- 세야 시민의 숲
- 성 마리안나 의과 대학 요코하마 시 서부 병원
- 가나가와 현립 세야 고등학교
- 가나가와 현립 미쓰쿄 양호학교
- 요코하마 시립 미쓰쿄 고등 특별 지원학교
- 요코하마 시립 미쓰쿄 초등학교
- 미쓰쿄에키키타구치 우체국
- 요코하마 신용 금고 미쓰쿄 지점

### 남쪽
- 세야 구 종합 청사
  - 세야 구청
  - 요코하마 시 세야 소방서
  - 세야 공회당
- 가나가와 현 세야 경찰서
- 후타쓰바시 공원
- 후타쓰바시미나미 공원
- 요코하마 미쓰쿄 우체국
- 미즈호 은행
- 리소나 은행
- 미쓰쿄 역전 상점가
- 미쓰쿄 상점가
- 후지미도리 상점가
- 다이에 미쓰쿄점
  - 요코하마 은행 미쓰쿄 지점
  - 니시마쓰야 요코하마 미쓰쿄점
- 코나미 스포츠 클럽
- e몰
  - 오케이 스토어 미쓰쿄점
  - 마쓰모토기요시 세야 e몰점

## 역사
- 1926년 5월 12일: 구, 가미나카 철도 역으로 영업 개시.
- 1986년 10월: 현역사 및 역 빌딩 준공.

## 인접역
| 사가미 철도 본선              | 사가미 철도 본선         | 사가미 철도 본선      |
| ----------------------------- | ------------------------ | --------------------- |
| SO11 기보가오카 요코하마 방면 | ■ 급행 ■ 쾌속 ■ 각역정차 | 세야 SO13 에비나 방면 |